# Markus Fothen
Markus Fothen (Kaarst, 9 de septiembre de 1981) es un ciclista alemán que fue profesional entre 2004 y julio de 2013.
Su hermano menor, Thomas Fothen, fue también ciclista profesional.

## Trayectoria
En 2003 consiguió el título de campeón del mundo contrarreloj en Hamilton, Canadá, en la categoría sub-23.
En el Tour de Francia 2006 fue el portador del maillot blanco (que distingue al mejor corredor joven) durante trece etapas. Lo perdió en la 17.ª, en detrimento del italiano Damiano Cunego, del que acabó a solamente a 38 segundos en la general final.
A pesar del gran futuro que se le esperaba, se fue estancando hasta bajar incluso a la categoría Continental, la más baja de la UCI.

## Palmarés
2003
- Campeonato Mundial Contrarreloj sub-23
- Campeonato Europeo Contrarreloj sub-23

2004
- Gran Premio de Schwarzwald

2006
- Luk Challenge (haciendo pareja con Sebastian Lang)

2007
- 1 etapa del Tour de Romandía

2008
- 1 etapa de la Vuelta a Suiza
- 1 etapa del Regio-Tour

## Resultados en Grandes Vueltas y Campeonatos del Mundo
| Carrera         | Carrera         | 2004 | 2005  | 2006 | 2007  | 2008 | 2009  | 2010  | 2011 | 2012 | 2013 |
| --------------- | --------------- | ---- | ----- | ---- | ----- | ---- | ----- | ----- | ---- | ---- | ---- |
|                 | Giro de Italia  | —    | 12.º  | —    | —     | —    | 110.º | 102.º | —    | —    | —    |
|                 | Tour de Francia | —    | —     | 14.º | 34.º  | 31.º | 125.º | —     | —    | —    | —    |
|                 | Vuelta a España | —    | —     | Ab.  | 106.º | —    | —     | Ab.   | —    | —    | —    |
| Mundial en Ruta | Mundial en Ruta | Ab.  | 116.º | —    | —     | Ab.  | —     | —     | —    | —    | —    |

—: no participa

Ab.: abandono

## Equipos
- Gerolsteiner (2004-2008)
- Team Milram (2009-2010)
- Team NSP (2011-2013)[2]